# Jo Jo (programma televisivo)
Jo Jo, spesso scritto erroneamente come ‘Yo Yo’, è stato un programma televisivo italiano, trasmesso da Telereporter dal 1982 al 1987 al pomeriggio.

## Il programma
Era un contenitore di cartoni animati condotto dalla speaker radiofonica  Daniela Casati.
Il successo è tale che verranno messi in commercio i pupazzi della rana Frida, la mascotte del programma che affiancava la Casati. 
Ai Cavalieri del Re fu commissionata la sigla del programma, realizzano ‘Ding Dong il villaggio fantasia’, una versione di testa ed una di coda. Ma alla fine, causa tempi stretti, il programma andrà in onda senza sigla.

## Cartoni animati
Molti furono i cartoni animati la cui prima visione in Italia fu all'interno di questo contenitore.
- Goober e i cacciatori di fantasmi
- Don Chisciotte
- La macchina del tempo
- Sampei, il ragazzo pescatore
- Calendar Men
- Julie rosa di bosco
- La piccola Nell
- Forza Sugar
- Mr. Baseball
- Capitan Jet
- Pat, la ragazza del baseball
- Dotakon
- Robottino
- Io sono Teppei
- Jane e Micci
- Godam
- Muteking
- Ugo il re del judo
- Pegaso Kid
- Le più belle favole del mondo
- Moon Mask Rider
- Mechander Robot
- Drago volante
- Don Dracula
- General Daimos
- Ken il guerriero (prima parte della prima serie)